# Giovanni Barbareschi
Giovanni Barbareschi (Milano, 11 febbraio 1922 – Milano, 4 ottobre 2018) è stato un presbitero, partigiano e antifascista italiano, prete delle Brigate Fiamme Verdi e medaglia d'argento della Resistenza.

## Biografia

### Durante la guerra
Dopo l'8 settembre 1943, assieme a Teresio Olivelli, Carlo Bianchi, David Maria Turoldo, Mario Apollonio, Dino Del Bo, partecipa agli incontri che porteranno alla fondazione del giornale Il Ribelle. Il giornale delle Brigate Fiamme Verdi esce quando può per 26 numeri, facendo correre ai suoi sostenitori grandi rischi sia per stamparlo sia poi per distribuirlo: infatti uno dei tipografi, Franco Rovida, e lo stesso Teresio Olivelli finiranno la loro esistenza in un campo di concentramento. Oltre a questa attività si impegna con il gruppo scoutistico cattolico le Aquile randagie e con l'O.S.C.A.R. nel compito di portare in salvo (in Svizzera) ebrei, militari alleati e ricercati politici.

Il 10 agosto 1944 va dal cardinale Alfredo Ildefonso Schuster, pregandolo di andare a impartire la benedizione ai partigiani uccisi in piazzale Loreto, ma il cardinale gli ordina di andare lui stesso, benché ancora diacono. Tre giorni dopo (13 agosto) viene ordinato sacerdote dal cardinale Schuster e celebra la sua prima messa il 15 agosto; la notte stessa viene arrestato dalle SS mentre si sta preparando per accompagnare in Svizzera degli ebrei fuggitivi. Resta in prigione fino a quando il cardinale non ne ottiene la liberazione e, quando in seguito si presenta a lui, il cardinale si inginocchia e gli dice:
Passa qualche giorno e don Barbareschi parte per la Valcamonica, dove si aggrega alle Brigate Fiamme Verdi e diventa cappellano dei partigiani. Dopo essere stato arrestato viene portato nel campo di concentramento a Bolzano (Durchgangslager Bozen), da dove riesce a fuggire prima di essere trasferito in Germania; ritornato a Milano diventa il "corriere di fiducia" tra il comando alleato ed il comando tedesco durante le trattative per risparmiare da rappresaglie le infrastrutture milanesi. Dal 25 aprile 1945, su mandato del cardinale Schuster, si adopera per evitare rappresaglie contro i vinti e con l'avallo dei comandi partigiani e alleati opera per salvare il capo-banda Pietro Koch, il generale Wolff e il colonnello Dollmann (il quale il 4 marzo 1948 gli offrirà il suo diario personale come ringraziamento per avergli salvato la vita).

### Dopoguerra
Ritorna all'attività pastorale e all'insegnamento, è assistente della FUCI (Federazione Universitaria Cattolica Italiana) nella Diocesi di Milano, è tra i fondatori della Fondazione Giuseppe Lazzati e fa parte del consiglio di amministrazione della Fondazione Monsignor Andrea Ghetti-Baden. Grande amico di don Carlo Gnocchi, lo aiuterà nella sua opera e diventerà il suo curatore testamentario; lo aveva conosciuto il 17 marzo 1943, alla stazione di Udine, mentre rientrava in Italia con gli alpini reduci dal fronte russo. Fino all'ultimo si è impegnato in modo attivo perché non si dimentichi cosa hanno significato gli anni della Resistenza in Italia..

### Ultima intervista al cardinale Martini
Il Corriere della Sera.it, edizione del 9 ottobre 2012, ha reso pubblico un video, del 24 luglio 2012, nel quale don Giovanni Barbareschi intervistava il cardinale Carlo Maria Martini, per la ricorrenza del 50º anniversario dall'apertura del Concilio Vaticano II. Il cardinale, nell'occasione, ebbe a dire tra l'altro: "Mi pare che don Barbareschi, che stimo e apprezzo da tanti anni come patriarca, sia in diocesi rappresentante della tradizione e questa sia un'occasione per rendergli omaggio. Grazie. La ringrazio anch'io e sono felice di incontrarla qui".

## Opere
- Don Giovanni Barbareschi, Il valore della persona umana. Appunti di lezioni tenute agli universitari milanesi, Milano, Ediz. FUCI, 1961.
- Don Giovanni Barbareschi e Don Giorgio Basadonna, La confessione sacramento di gioia, Milano, Ediz. FUCI, 1961.
- Don Giovanni Barbareschi, Rifiuto di amare, Campodolcino, Casa alpina di Motta, 1967. Stampa: Milano, Scotti.
- Giovanni Barbareschi (a cura di), Memoria di sacerdoti "Ribelli per Amore" 1943-1945, Milano, Centro Ambrosiano di documentazione e studi religiosi, 1986.
- Giovanni Barbareschi et al., Su ali d'aquila, a cura di don Mirko Bellora, Milano, Parrocchia S. Maria del Suffragio, 2002.
- Giovanni Barbareschi, La mia resistenza. Testimonianza, in I cattolici e la Resistenza. A sessant'anni dalla Liberazione: memoria, identità, futuro. Con Lettere inedite di Giuseppe Lazzati dai lager, Milano, In Dialogo, 2006, ISBN 88-8123-418-1. Atti del convegno tenuto a Milano l'8 aprile 2005.
- Giovanni Barbareschi, Il racconto di una primavera, in Mirko Bellora (a cura di), Il Concilio Vaticano II: persino la luna si è affrettata stasera, Casale Monferrato, Portalupi, 2007, ISBN 978-88-8441-086-3.
- Giovanni Barbareschi (a cura di), Memoria di sacerdoti "Ribelli per Amore" 1943-1945, Milano, Centro Ambrosiano, 2018, ISBN 978-88-6894-268-7. Nuova edizione a cura di Emanuele Locatelli in collaborazione con Fondazione Ambrosianeum.
- Giovanni Barbareschi, Chiamati a libertà. Parole e testimonianze di una vita appassionata, a cura di Giuseppe Grampa, Milano, In Dialogo, 2019, ISBN 978-88-32047-11-0.
- Giovanni Barbareschi, Alla scuola della Parola. Provocazioni di un grande educatore ai giovani, a cura di Giuseppe Grampa, Milano, Centro Ambrosiano, 2020, ISBN 978-88-6894-447-6.

## Riconoscimenti
Nel 1955 ricevette un attestato di merito da parte della Comunità ebraica di Milano.
Dal 2014, per la seconda Giornata europea dei Giusti, è onorato nel Giardino dei Giusti di tutto il mondo di Milano.